# 海域

世界の海域

海域（かいいき）とは、区分された海面の事を指す。
一般的には、現象の説明や漁業などの取り決めのために、特定の区域を定義して使用されることがある（南極海参照）。また、島の周辺の海が海域と呼ばれることもある。（バミューダ海域など）

## 例

### 自然地理
- 大洋 - 世界の大洋
- 縁海
- 内海
- 湾
- 海峡 - 水道 (地理)
- 多島海
- 地中海 (海洋学)

### 人文地理
- 領海 - 接続水域 - 排他的経済水域
- NAVAREA（英語版） - 世界航行警報業務（英語版）における区域
- 航行区域